# عبد الرزاق الوهاب آل طعمة
السيد عبد الرزاق الوهاب آل طعمة (1895 – 10 آب 1958 م)، كان رجلًا نبيلًا وكاتبًا عراقيًا.
اشتهر بعمله الأكثر شهرة، وهو كتاب كربلاء في التاريخ والذي يتكون من 3 مجلدات.

## السيرة
وُلِد الوهاب عام 1885 لعبد الوهاب طعمة (ت. 1928)، عمدة كربلاء عام 1926. وهو من فرع طعمة من عائلة الفائز. اتخذ جده وإخوته اسم عائلة الوهاب، على اسم والدهم، وهاب طعمة، والي كربلاء؛ ووصي العتبة الحسينية (1823-1826)؛ ووصي العتبة العباسية (1826-1829). لا ينبغي الخلط بين اسم عائلته وعائلة الوهاب التي تفرعت من آل زهيك. 
كان الوهاب متميزًا في كتاباته، وشهد معظم أحداث ثورة العشرين، وسجلها في كتبه ومنشوراته. وقد ظهرت أعماله مرات عديدة في الصحف والمجلات، لا سيما في مجلة العرفان، ومجلة الاعتدال، ومجلة الساعة، ومجلة رسالة الشرق.
كانت لديه مكتبة رائعة في كربلاء، تضم كتبًا ومخطوطات إسلامية نادرة يعود بعضها لأوائل العصور الإسلامية. دُمرت المكتبة خلال الانتفاضة الشعبانية عام 1991 م على يد قوات صدام حسين.
توفي الوهاب يوم الأحد 10 آب 1958 في بغداد، ونقل جثمانه إلى كربلاء، ودُفن في العتبة العباسية.